# Martin Fiedler
| 149884 Radebeul        | 9 settembre 2005 |
| 157491 Rüdigerkollar   | 8 settembre 2005 |
| 236111 Wolfgangbüttner | 7 settembre 2005 |
| 319227 Erichbär        | 9 gennaio 2006   |
| 400309 Ralfhofner      | 14 ottobre 2007  |

Martin Fiedler (1978) è un astronomo amatoriale tedesco.
Il Minor Planet Center gli accredita la scoperta di cinque asteroidi, effettuate tra il 2005 e il 2007.